# Raymond Nossent
Raymond Nossent (Antwerpen, 15 december 1919 - Brussel, 19 september 2011) was een Belgisch volksvertegenwoordiger.

## Levensloop
Nossent promoveerde aan de Katholieke Universiteit Leuven tot doctor in de rechten (1942) en doctor in de politieke en sociale wetenschappen. Hij was de volgende vijftien jaar advocaat aan de balie van Brussel. Op 17 november 1949 sprak hij de openingsrede uit voor het Vlaams Pleitgenootschap bij het hof van beroep in Brussel, onder de titel Lof van de Tolerantie.
Van 1946 tot 1958 was hij gemeenteraadslid van Elsene. Van 1951 tot aan zijn ontslag in 1957 was hij CVP-volksvertegenwoordiger voor het arrondissement Brussel. Hij behoorde tot de middenstandsvleugel binnen de partij.
In 1957 verliet hij de actieve politiek en werd hij directeur-generaal van de federatie van de textielindustrie. Hij stichtte ook de Brusselse afdeling van het internationaal reclamebureau Ogilvy en werkte later samen met Ogilvy public affairs.
Eind jaren zestig trad hij toe tot de Algemene Raad en het Centraal Directiecomité van het Belgische Rode Kruis waarin hij een pleitbezorger was van de democratisering en de splitsing in een Vlaamse en Franstalige gemeenschap van de organisatie. Eens dit doel bereikt, was hij van 1972 tot 1979 lid van het Vlaams Directiecomité en van 1976 tot 1986 voorzitter van de Adviescommissie Public Relations. Uit hoofde van deze beide functies was hij van 1972 tot 1986 eveneens lid van de Vlaamse Gemeenschapsraad.
Hij was ook, korte tijd:
- kabinetsattaché bij de eerste minister,
- kabinetssecretaris bij de minister van Oorlogsslachtoffers Henri Pauwels,
- kabinetschef bij de minister van Justitie,
- consulair rechter bij de rechtbank van koophandel,
- lid van de jury voor commerciële ethiek,
- stichter en voorzitter van de Lyons Club Brussel Ter Kameren,
- hoofdredacteur van het tijdschrift The Lion van Lyons Club België,

Tijdens de ramp in Zeebrugge met de Herald of Free Enterprise in maart 1987, trad hij op als woordvoerder voor de rederij Townsend.
Uit zijn eerste huwelijk had hij vier kinderen. Hij hertrouwde met Gabrielle Mariën-Matheys

## Publicaties
- De la Toussaint à la Noël, in: Revue Politique, 1954.
- De la paix de Noël à la guerre scolaire, 1955.
- Remous, réactions, ressentiments, in: Revue Politique, 1955.
- La publicité belge au seuil de son épanouissement, Brussel, De Boeck, 1965.